# Боровской сельский совет (Змиёвский район)
Боровско́й се́льский сове́т — упразднённый сельский совет Харьковской области Украины, находившийся до 17 июля 2020 года в Змиевском районе, а до 2021 года - в Чугуевском районе.
Административный центр сельского совета находился в селе Боровая.

## История
1924 год — дата образования данного сельского Совета (крестьянских) депутатов трудящихся на территории бывших … волости Змиевского уезда Харьковской губернии (упразднённой в летом 1925 года) Украинской Советской Социалистической Республики.
С 1924 года — в составе Змиевского(?) района Харьковского округа, с февраля 1932 года — Харьковской области УССР.
Входил до 2020 г. в Змиевской район Харьковской области.
После 17 июля 2020 года в рамках административно-территориальной реформы по новому делению Харьковской области весь Змиевской район Харьковской области был ликвидирован; входящие в него населённые пункты и его территории были в основном присоединены к Чугуевскому району области.
После 17 июля 2020 года Борковской совет несколько месяцев входил в укрупнённый Чугуевский район Харьковской области. 
В 2021 году был ликвидирован; его нп входят в Змиевску́ю территориальную общи́ну (укр. грома́ду).
Сельсовет просуществовал 96 лет.

## Населённые пункты совета
- село Борова́я
- посёлок Водяно́е
- село Гуси́ная Поля́на
- посёлок Зви́дки (ранее Зве́дки)
- село Конста́нтовка (ранее Константи́новка)
- посёлок Кра́сная Поля́на
- село Петри́щево
- посёлок Репяхо́вка